# 雪都さお梨
雪都 さお梨（ゆきと さおり、12月26日 - ）は、日本の女性声優。鹿児島県出身。以前はアトリエピーチに所属していた。主にアダルトゲームに出演する。

## 来歴・人物
- ロリキャラ、妹キャラや不思議少女役が多い。
- 「雪都さお梨」という芸名は、本名の「ゆき」と親友の名である「さおり」を組み合わせたものである[2]。
- 趣味は海外旅行・お菓子作り・お酒で人を潰すこと[1]。
- 英検2級・仏検3級・三味線初伝を取得している[1]。
- 自身の出演した作品を兄にプレゼントしている[3]。また、兄が結婚するにあたり、Whirlpool発売の、『ねこ☆こい! 〜猫神さまとネコミミのたたり〜』公式サイトでの「桐生朔夜」の声優コメント内において、お祝いメッセージを残している。その後、同メーカーから発表されたゲーム「Lunaris Filia」の公式ページ内の声優コメントにおいて、出演作品をプレゼントされ喜ぶ兄の反応や、結婚後の兄の様子などを楽しそうに語っている。

## 出演作品
太字はメインキャラクター

### ゲーム

#### 2007年
- おしえて巫女先生弐
- 空蝉に触れるもの（破敵剣）
- みこみこランブル（亜蔦玖良々）

#### 2008年
- 戦女神ZERO（リーズ）
- ウィザーズクライマー（ルィンス/レイリン/女G）
- WIZARD GIRL AMBITIOUS（ダークプリンセス・アリス・シルバームーン）
- Hなメイドさんは好きですか?（瑠璃）
- くるくるファナティック（祀利・カルナヴァル）
- 私立温泉学園〜スク水でお風呂に入っちゃダメですか?〜（三浦久美/永倉加代子/樋口紀子）
- 水月～すいげつ～（香坂マリア）
- とらぶるツインズ -MY SWEET BROTHERS-（女子生徒B）
- なかだし孕メイド2（かなみ）
- Happy Wardrobe（守良雪見）
- HimeのちHoney（天宮心愛）

#### 2009年
- あきまほ!（めいふぁ）
- あの蒼い海より（龍言寺綾乃）
- アンバークォーツ（コト）
- お母さんがいっぱい!（中尾新菜）
- 懐妊対戦ツンデレPonPon!!（フォリス）
- 神楽道中記（嵐山いぶき）
- さくらテイル（金宮なつみ）
- 忍流（冬葉/イングリッド/女/ナレーション）
- 私立温泉学園2時間目〜お風呂でレズしちゃダメですか?〜（三浦久美/永倉加代子/樋口紀子）
- 私立温泉学園3時間目〜イレクトで3Pしちゃダメですか?〜（小幡まこと/赤嶺礼子/三浦久美/永倉加代子/樋口紀子)
- そらいろ（初芝愛衣）
- DAISOUNAN（ミズン部下/ナレーション/貴子）
- なかだしトリロジー（かなみ）
- ハチミツ乙女blossomdays（桜葉小波）
- Piaキャロットへようこそ!!4（羽瀬川ミサ）
- フェイクアズール・アーコロジー （天御輝）
- 魔法少女の大切なこと。

#### 2010年
- RGH 〜恋とヒーローと学園と〜（家賀茉莉＝ルイーゼ）
- 乙女恋心プリスター（キャロライン ミネア/エミリ・フタガワ/ネイト）
- 乙女恋心プリスターFANDISC 〜もっとHに恋せよ乙女!〜（キャロライン ミネア/エミリ・フタガワ/ネイト）
- 俺のタマノコシに乗ってくれ 〜従妹とメイドと後輩と先輩と先生と〜（須々木 紅実）
- 神楽学園記（嵐山いぶき）
- キサラギGOLD★STAR（霧島冬理）
- ぐらタン（小栗涼芽）
- Green Strawberry（幸村小町）
- こいらぼ（假屋崎柚子）
- さくらのしっぽ 〜さくらテイルファンディスク〜（金宮 なつみ）
- 邪!! ぱんでみっく（カガミ、キョウ）
- 超限勇希 ムゲンフィニティ（音霧 花音／カノン・ラプンツェル）
- ななプリ。（リズ）
- ねこ☆こい! 〜猫神さまとネコミミのたたり〜（桐生陽南、桐生朔夜）
- 涼風のメルト -Where wishes are drawn to each other-（楸木原優衣、結）
- Happy Wardrobe（守良 雪見）
- ひのまるっ（大友雪那）
- ふぇいばりっと Sweet!（幸塚ステラ）
- 普通じゃないッ!!（鈴原仁美）
- フリスタ!〜Street Basketball〜（ミカ）
- BUNNYBLACK（マーガレット）
- メルクリア 〜水の都に恋の花束を〜（メドくん）
- Re:Seven 〜僕が君に出来るコト〜（高安一穂）

#### 2011年
- アルテミスブルー（アリソン・カーペンター）
- 妹ぱらだいす! 〜お兄ちゃんと5人の妹のエッチしまくりな毎日〜（七瀬 小春）
- Mてぃーちゃー 彼女♂の悩み多き教育事情（萩原 香凜）[4]
- オトミミ∞インフィニティー（鈴音 まよい）[5]
- 穢翼のユースティア (アイリス)
- 手毬花（灰花 依菜里）
- 恋騎士 Purely☆Kiss（藤守 由宇）[6]
- ごっくん!おにーちゃんみるく♪ 〜ぷにぷにおっぱいな妹と〜（満井 ひな）[7]
- シークレットゲーム CODE:Revise（吹石 琴美）
- スイートロビンガール（メグ[8]）
- すきま桜とうその都会（天羽 ちよこ）[9]
- 舞風のメルト -Where leads to feeling destination-（楸木原 優衣[10]、ショコラ）
- ぜっちょースパイラル!!（桃瀬 莉子）[11]
- たいせつなきみのために、ぼくにできるいちばんのこと（岩倉 郁奈多）[12]
- 黙って私のムコになれ!（ラブレターの少女）
- デュエリスト×エンゲージ（エーリカ・フランベルジュ）
- White 〜blanche comme la lune〜（雑賀 ほたる）[13]
- よめはぴ〜You make happy!〜（藪野 ちゆる）[14]
- ラブライド・イヴ（柚屋 りおな）[15]
- ラブラブル
- Lunaris Filia 〜キスと契約と真紅の瞳〜（フィリア＝ルナ＝インフィニタス）[16]

#### 2012年
- ホチキス（住吉 奈々）[17]
- アステリズム -Astraythem-（春日森 明乃）[18]
- 乙女が紡ぐ恋のキャンバス（乾 幸）[19]
- ゆきいろ 〜空に六花の住む町〜（神立 樹奈）[20]
- この大空に、翼をひろげて（風戸 亜紗）[21]
- 英雄*戦姫（ベートーヴェン）[22]
- しあわせ家族部（芹沢 涼々）[23]
- 神がかりクロスハート!（西小路 美代）[24]
- 1/2 summer（草薙 一葉）[25]
- LOVELY QUEST（アイノ＝テア＝クーヴルール）[26]
- 終わる世界とバースデイ（諏訪 郁生）[27]
- 竜翼のメロディア -Diva with the blessed dragonol-（セルフィ=ライネルト）[28]
- 花色ヘプタグラム（藤咲 真乎）[29]
- Zero Infinity -Devil of Maxwell-（秋月 高嶺）[30]
- あえて無視するキミとの未来 〜Relay broadcast〜（沢渡 七凪）[31]
- 恋剣乙女（千代田 麻里）
- 流星のアーカディア(拝御 いづみ)[32]
- 中の人などいない! トーキョー・ヒーロー・プロジェクト (神城 美香) [33]

#### 2013年
- 木洩れ陽のノスタルジーカ（フローライト＝アルヴェガ）[34]
- 向日葵の教会と長い夏休み（野々原 雛桜）[35]
- 流星☆キセキ -SHOOTING PROBE-（筑波 向日葵）[36]
- プリズム◇リコレクション!（久我山このか）[37]
- ラブらブライド（諸澤 樹）[38]
- 天色*アイルノーツ（火宮 木乃香）[39]
- ChuSingura46+1 -忠臣蔵46+1-（橋本 お初)[40]
- 少女神域∽少女天獄 -The Garden of Fifth Zoa-（稜祁 祥那）[41]

#### 2014年
- 終わる世界と双子座のパラダイス（諏訪 郁生）[42]
- 英雄*戦姫GOLD（ベートーヴェン）[43]
- 恋剣乙女〜再燃〜（千代田 麻里）[44]
- それゆけ!ぶるにゃんマン えくすたしー!!!（キュー子ちゃん）[45]
- レミニセンス Re：Collect（倉屋敷 和葉）[46]
- この大空に、翼をひろげて snow presents（風戸 亜紗） ※主題歌、ドラマCDのみ
- 神楽道中記・想（嵐山 いぶき）[47]
- ChuSingura 46+1 -忠臣蔵 46+1- 武士の鼓動（A samurai's beat）（橋本 初）[48]

#### 2018年
- 神楽黎明記 ～いぶきの章～（嵐山 いぶき）[49]

#### 2020年
- まいてつ Last Run!!（電車姫）

#### 2022年
- 神楽漫遊記 ～いぶきとなずな～（嵐山 いぶき）

#### 2023年
- 水月 ～すいげつ～ Grand Package（香坂 アリス）

### コンシューマーゲーム
- 涼風のメルト - days in the sanctuary -（楸木原 優衣、ショコラ）[50]
- リベリオンズ Secret Game 2nd Stage（吹石 琴美）[51]
- ホチキス（住吉 奈々）[52]
- 向日葵の教会と長い夏休み-extra vacatino-」（野々原 雛桜）[53]
- この大空に、翼をひろげて CRUISE SIGN（風戸 亜紗）[54]
- ChuSingura46＋1 -忠臣蔵46＋1- V（橋本 お初)
- 終わる世界とバースデイ（諏訪 郁生）

### ドラマCD
- 夢見る貝（鬼ヶ瀬 白馬）[55]

## 歌手活動
- あきまほ! （KLEIN） 
  - 主題歌『Akiba☆Electrical☆Carnival!!』
    - 作詞・作曲：田所広成 / 歌：大野まりな・雪都さお梨
- お母さんがいっぱい!! （ういろうそふと） 
  - OP主題歌『毎日が宝物』
    - 作詞：みろみろ☆むむ / 作曲：NaoChi- / 歌：櫻井ありす・雪都さお梨
- Primary Step （Purple software delight） 
  - OP主題歌『a heart toward summer』
    - 作詞：河村好乃 / 作曲：藤原もりじ / 編曲：平林征児

「PURPLE SOFTWARE -サウンドクロニクル-」収録
  - 2011年10月28日発売 / purple-0023 / Purple Software
- スイートロビンガール （チュアブルソフト） 
  - 挿入歌『We Wish You A Merry Christmas』
    - 曲・詩：イギリス民謡 / 歌：クボタハルカ・真宮ゆず・雪都さお梨・有栖川みや美

「スイートロビンガール サウンドトラック」収録
- 竜翼のメロディア -Diva with the blessed dragonol- （Whirlpool）
  - エンディングテーマ『Rainbow Circle』
    - 作詞：Le ciel / 作編曲：藤田淳平（Elements Garden） / 歌：佐藤しずく・榊原ゆい・鮎川ひなた・雪都さお梨・桐谷華

## ラジオ
- ぐらラジ
- ぜっちょースパイラルラジオ!!略してスパラジ!![56]